# Apasztovói járás

Az Apasztovói járás Tatárföldön

Az Apasztovói járás (oroszul Апастовский район, tatárul Апас районы) Oroszország egyik járása Tatárföldön. Székhelye Apasztovo.

## Népesség
- 2002-ben 23 105 lakosa volt.
- 2010-ben 21 627 lakosa volt, melyből 19 659 tatár, 1 019 orosz, 791 csuvas, 24 ukrán, 8 baskír, 4 mari, 3 mordvin, 2 mari.